# Gentleman Jack
Gentleman Jack est une série télévisée historique américano-britannique créée et écrite par Sally Wainwright et diffusée depuis le 22 avril 2019 sur HBO et depuis le 19 mai 2019 sur BBC One.
L'action se situe en 1832 dans le Yorkshire. Le personnage principal, Anne Lister, une propriétaire terrienne et industrielle, est interprétée par l'actrice Suranne Jones. La série est basée sur le destin d'Anne Lister, figure féministe de la littérature anglaise du XIXe siècle. Elle tire son intrigue de la collection de journaux intimes tenus par Anne Lister. Ces derniers, en grande partie écrits en code secret, documentent une vie de relations lesbiennes,.
En France, la série est diffusée depuis le 23 avril 2019 sur la chaîne OCS City, et au Québec à partir du 21 mai 2019 à Super Écran.
Le 7 juillet 2022, HBO annonce l'annulation de la série.

## Intrigue
L’histoire débute en 1832, alors qu'Anne Lister revient d'une période de voyages qui l'ont notamment conduite en France. De retour à Halifax dans le domaine familial, Shibden Hall, dont elle est la légataire principale, elle décide de le dynamiser et se lance dans l’exploitation d’une mine présente sur ses terres. Ceci lui occasionne de nombreux soucis avec certains hommes d'affaires locaux. Pour investir dans la mine, Anne Lister a besoin d’argent. Elle se met donc en tête de séduire une jeune et riche héritière, Ann Walker, isolée et considérée comme une femme à la santé physique et mentale fragile.

## Distribution

### Acteurs principaux
- Suranne Jones (VF : Marjorie Frantz) : Anne Lister
- Sophie Rundle (VF : Delphine Rivière) : Ann Walker
- Joe Armstrong (VF : Charles Uguen) : Samuel Washington
- Amelia Bullmore (VF : Danièle Douet) : Eliza Priestley
- Rosie Cavaliero (VF : Maïté Monceau) : Elizabeth Cordingley
- Lydia Leonard (VF : Odile Cohen) : Mariana Lawton
- Shaun Dooley (VF : Sylvain Clément) : Jeremiah Rawson
- Vincent Franklin (VF : François Dunoyer) : Christopher Rawson
- Gemma Whelan (VF : Chantal Baroin) : Marian Lister
- Gemma Jones (VF : Frédérique Cantrel) : Tante Lister (reprenant son rôle dans Le journal secret d'Anne Lister)

### Acteurs récurrents
- Timothy West (VF : Jean-Pierre Leroux) : Jeremy Lister
- Stephanie Cole (VF : Mireille Delcroix) : tante Ann Walker
- Tom Lewis (VF : Anthony Carter) : Thomas Sowden
- George Costigan (VF : François Jerosme) : James Holt
- Peter Davison : William Priestley
- Katherine Kelly (VF : Pauline Moingeon Vallès) : Elizabeth Sutherland
- Albane Courtois : Eugénie Pierre
- Ben Hunter (VF : Arnaud Laurent) : Joseph Booth
- Thomas Howes (VF : Simon Volodine) : John Booth
- Joel Morris (VF : Yannick Jaspart) : William Hardcastle

### Acteurs divers
- Jodhi May (VF : Maëlle Genet) : Vere Hobart
- Anthony Flanagan (VF : Thibaut Lacour) : Sam Sowden
- Rupert Vansittart : Charles Lawton
- Sylvia Syms : madame Rawson
- Brendan Patricks (VF : Damien Ferrette) : le révérend Thomas Ainsworth
- Sofie Gråbøl (VF : Marion Valantine) : la reine Marie du Danemark

## Contexte et production
En novembre 2016, la scénariste Sally Wainwright a reçu une subvention de 30 000 £ en bourses d'écriture de la part de l'organisation caritative Wellcome Trust, en partenariat avec Film4 et le British Film Institute. Sally Wainwright a révélé aux médias qu'elle était en train d'écrire une série dramatique sur la figure d'Anne Lister, une propriétaire terrienne, industrielle et intellectuelle, et qu'elle utiliserait cette subvention pour approfondir ses recherches. En mars 2017, il a été annoncé que BBC One et la chaîne américaine HBO avaient commandé la série en huit parties, intitulée provisoirement « Shibden Hall », d'après la maison ancestrale du même nom de Lister.
Sally Wainwright dirige la série en tant que réalisatrice et est productrice exécutive avec Piers Wenger et Faith Penhale. Originaire du Yorkshire, Sally Wainwright a grandi dans les environs de Shibden Hall et ambitionnait depuis plus de 20 ans d’écrire un drame basé sur Anne Lister,. Elle décrit Lister comme « un cadeau à un dramaturge » et « une des femmes les plus exubérantes, passionnantes et brillantes de l'histoire britannique ». Le drame a été inspiré par le livre datant de 1998 Female Fortune: Terre, genre et autorité de Jill Liddington, et par son livre de 2001 Nature's Domain: Anne Lister and the Landscape of Desire[réf. nécessaire].
En juillet 2017, la série a été rebaptisée Gentleman Jack et Suranne Jones a été annoncée pour tenir le rôle principal de Lister. Sally Wainwright, qui avait auparavant travaillé avec Jones dans Scott and Bailey et Unforgiven la considérait parfaite pour incarner « l'audace, la subtilité, l'énergie et l'humour » nécessaires pour représenter Lister.
En avril 2018, Sophie Rundle a rejoint la production en tant qu'Ann Walker, la future épouse de Lister.
En novembre 2018, Katherine Kelly a été choisie pour incarner Elizabeth Sutherland, la sœur d'Ann Walker, Sofie Gråbøl dans le rôle de la reine Marie du Danemark et Tom Lewis dans le rôle de Thomas Sowden.
La chanson thème de la série a été écrite et interprétée par O'Hooley & Tidow.
Le 23 mai 2019, la BBC One a annoncé le tournage d'une deuxième saison.

### Tournage
Les prises de vues ont eu lieu dans le Yorkshire et ses environs, notamment à Shibden Hall,.

### Annonce
BBC One a diffusé une première bande-annonce le 8 mars 2019. Un premier trailer de HBO a également été publié dix jours plus tard,,.

### Diffusion
- Aux États-Unis sur HBO : 22 avril 2019[25],[2],[26]
- En France sur OCS City : 23 avril 2019[6]
- En Grande-Bretagne sur la BBC One : 19 mai 2019[27],[3]
- En Australie sur Fox Showcase : 19 mai 2019 [28]

## Épisodes

### Première saison (2019)

#### Épisode 1
- États-Unis : 22 avril 2019
- France : 23 avril 2019

#### Épisode 2
- États-Unis : 29 avril 2019
- France : 30 avril 2019

#### Épisode 3
- États-Unis : 6 mai 2019
- France : 7 mai 2019

#### Épisode 4
- États-Unis : 13 mai 2019
- France : 14 mai 2019

#### Épisode 5
- États-Unis : 20 mai 2019
- France : 21 mai 2019

#### Épisode 6
- États-Unis : 27 mai 2019
- France : 28 mai 2019

#### Épisode 7
- États-Unis : 3 juin 2019
- France : 4 juin 2019

#### Épisode 8
- États-Unis : 11 juin 2019
- France : 14 juin 2019

### Deuxième saison (2022)
Elle est diffusée depuis le 11 avril 2022 sur la BBC, et le 25 avril 2022 sur HBO.
1. La confiance fait tout
2. Deux garçonnes, ça ne s'accorde guère
3. A s'en tordre les boyaux
4. L'autre femme
5. Ils l'ont échappé belle
6. Je peux être un météore dans ta vie
7. Mais qu'est-ce que ça à voir avec Jésus ?
8. Cela n'a rien d'illégal

## Produits dérivés
Un livre de poche de la série a été publié le 25 avril 2019 par BBC Books au Royaume-Uni sous le titre Gentleman Jack: The Real Anne Lister et le 4 juin 2019 aux États-Unis par Penguin Random House sous celui de Gentleman Jack: The Diaries of Anne Lister,. Ce livre est écrit par Anne Choma qui a servi de conseiller historique pour la série.

## Accueil et critique
The Hollywood Reporter a décrit la série comme une « histoire drôle, intelligente et touchante » dans laquelle le personnage principal parle parfois à la caméra pour lui expliquer ses pensées profondes, ce qui permet d'utiliser certains aspects authentiques du journal intime écrit par Anne Lister.
The Guardian a déclaré : « Suranne Jones fait de Halifax la première lesbienne moderne… Le journal d'Anne Lister [devient] une aventure palpitante dans une ville du charbon qui flirte avec la parodie, alors c'est peut-être Queer Brontë ».
Le magazine Variety a souligné le caractère unique du drame : « Wainwright fait un choix intrigant qui instaure une romance résolument adulte sur la dévotion, la confiance et le partenariat, ce qui est rare pour la télévision en général, sans parler des personnages lesbiens pour une histoire de cette époque ».